# 斯捷希諾
51°8′52″N 29°44′11″E / 51.14778°N 29.73639°E
斯泰什奇納（烏克蘭語：Стещина）是位於烏克蘭北部的村莊，由基辅州维什霍罗德区的克拉斯亞蒂奇市鎮負責管轄。該村始建於1910年，面積6平方公里，海拔高度144米，2001年人口198，人口密度每平方公里33人。